# Galgo inglés
El galgo inglés (en inglés: Greyhound) es una raza de perro de origen británico, considerada la mejor raza para la caza de la liebre y las carreras de galgos, y desde el aumento de la adopción a gran escala de galgos de carreras retirados, la raza ha experimentado un resurgimiento de su popularidad como mascota familiar.
Los galgos se definen como un tipo de lebrel alto, musculoso, de pelaje liso, con forma de 'S', cola larga y patas duras. Los galgos son una raza distinta de otros lebreles emparentados, como el galgo italiano.
El galgo inglés es una raza mansa e inteligente cuya combinación de patas largas y poderosas, pecho profundo, columna vertebral flexible y complexión delgada le permite alcanzar velocidades medias en carrera superiores a 64 km/h. El galgo inglés puede alcanzar una velocidad máxima de 70 km/h en 30 m, o seis zancadas desde los boxes, desplazándose a casi 20 m/s durante los primeros 250 m de una carrera.

## Historia

### Orígenes
Los antiguos restos óseos de un perro identificado como de la forma galgo/saluki fueron excavados en Tell Brak en la actual Siria, y datados en aproximadamente 4.000 años de antigüedad.
La literatura histórica de Arriano sobre el vertragus (del latín vertragus, palabra de origen celta), el primer lebrel del que se tiene constancia en Europa y posible antecedente del galgo, sugirió que su origen se remonta a los celtas de Europa del Este o Eurasia. Arqueozoología sistemática de Gran Bretaña realizada en 1974 descartó la existencia de un verdadero tipo de galgo en Gran Bretaña antes de la ocupación romana, lo que se volvió a confirmar en 2000. Las pruebas escritas del primer período de ocupación romana, las tablillas de Vindolanda (n.º 594), demuestran que las tropas de ocupación procedentes de Europa continental tenían consigo en el norte de Inglaterra, o ciertamente conocían, el vertrago y su uso cinegético.
Un hallazgo arqueológico en el fuerte de Chotěbuz, en la República Checa, de huesos de tipo lebrel, 'gracile', fechados entre los siglos VIII y IX d. C., definidos anatómicamente como los de un lebrel de 70 centímetros (27,6 plg) de altura, también se compararon genéticamente con el lebrel moderno y otros lebreles, y resultaron ser casi completamente idénticos a la raza moderna de galgo, con la excepción de sólo cuatro deleciones y una sustitución en las secuencias de ADN, que se interpretaron como diferencias probablemente derivadas de 11 siglos de cría de este tipo de perro. 

### Historia en Inglaterra
Esta raza de perro se ha considerado tan valiosa a lo largo de la historia que hubo un tiempo en el que el pueblo llano tenía prohibido poseerla. Incluso en Inglaterra se llegó a dictar una ley que permitía solamente cazar con greyhounds a nobles y reyes, mientras que los siervos de esta nobleza no podían ni siquiera poseerlos y los hombres libres, aunque podían tener un ejemplar, debía ser lisiado para que no fueran competitivos. Funcionarios del rey recorrían el reino para realizar esta tarea de mutilación. Así se restringió la caza con greyhounds a la realeza y nobleza.
Cuando los grandes bosques comenzaron a escasear, los greyhounds se empezaron a utilizar para la caza de la liebre y como entretenimiento público en carreras en las que perseguían presas mecánicas, y en las que se apostaba dinero. Más tarde se imitó, con la utilización de greyhounds, las carreras de caballos, y un dato curioso es que en los comienzos de estas carreras los greyhounds iban montados por monos actuando estos de jockeys.
La primera carrera de galgos en la que se perseguía una presa mecánica tuvo lugar en Londres en 1876, pero la carrera no logró tener muchos adeptos. Hubo que esperar hasta 1920 para que esta nueva forma de entretenimiento fuera tomada en serio. En 1926 se utilizó en Mánchester una pista ovalada para la práctica de este deporte, y desde entonces esta forma de la pista es la que siempre se emplea.

## Apariencia física
Los machos suelen medir de 71 a 76 cm de altura y pesan entre 27 y 40 kg. Las hembras tienden a ser más pequeñas, midiendo entre 68 y 71 cm y pesando entre 27 y 34 kg. 
Los galgos tienen pelo muy corto, que además es fácil de mantener. 
Existen alrededor de 30 formas de color de pelo diferentes reconocidas, con variaciones de blanco, gris, rojo y negro, entre otros colores, que pueden aparecer solos o en combinaciones.
Los galgos llegan alcanzar 60 kilómetros por hora, convirtiéndolos en uno de los animales más rápidos sobre tierra.

## Temperamento
Los perros de esta raza son muy rápidos y atléticos. Sin embargo, a pesar de su reputación como perros de carreras, estos animales no son de alto desempeño. Son hábiles para correr, pero no para realizar ejercicio extensivo. La mayor parte son animales nobles y callados. Para que un galgo adulto permanezca saludable, debe realizar como mínimo caminatas de 20 a 30 minutos al día.
En cuanto al temperamento, el galgo resulta ser un can extremadamente cariñoso, delicado, relajado y obediente, dejando así sorprendidos a quienes lo conocen. Un aspecto importante a tratar es la intensidad de su instinto de caza, que se despierta ante la menor ocasión que dé pie a actuar como un depredador. Aparte de esto, los galgos alejados de las carreras son unas mascotas magníficas, por lo que en ningún caso está justificada la habitual práctica de sacrificarlos cuando ya no pueden seguir en activo en el mundo de las carreras. Incluso, la mayoría de los galgos que se consideran acabados pueden vivir hasta diez años más fuera de su vida como corredor.

## Récords
El galgo inglés es un perro de récords. Probablemente sea la raza con mayor historia del mundo, ya que existen descripciones y obras de arte que se refieren a esta raza con casi 6.000 años de antigüedad. 
En muchos lugares del mundo se están prohibiendo las carreras con estos animales debido al daño psicológico y físico que causa en el animal.
También es el perro que más ha sido tratado a lo largo de la historia como perro aristócrata, considerándose raza tradicional de nobles y reyes.
Otro récord es la velocidad. Un can de esta raza bien preparado puede sobrepasar los 75km/h. Además su capacidad para el salto es considerable, teniendo en cuenta que hay descripciones de un ejemplar que realizó un salto de 9,14 m.
Dato curioso sobre esta raza es su capacidad para reproducirse, pues hay recogidos datos de un macho que llegó a engendrar 3.000 cachorros, siendo esto, de ser verdad, un verdadero récord para cualquier perro.
Hay constancia de un ejemplar que marcó un récord relacionado con su precio: un galgo inglés campeón llegó a ser vendido por 72.000 dólares después de haber tenido una larga trayectoria de victorias.
Seguramente el récord que más sorprende es la cantidad de nombres que ha tenido esta raza: el Greyhound se ha llegado a llamar de más de 50 formas distintas.

## Carreras con galgos

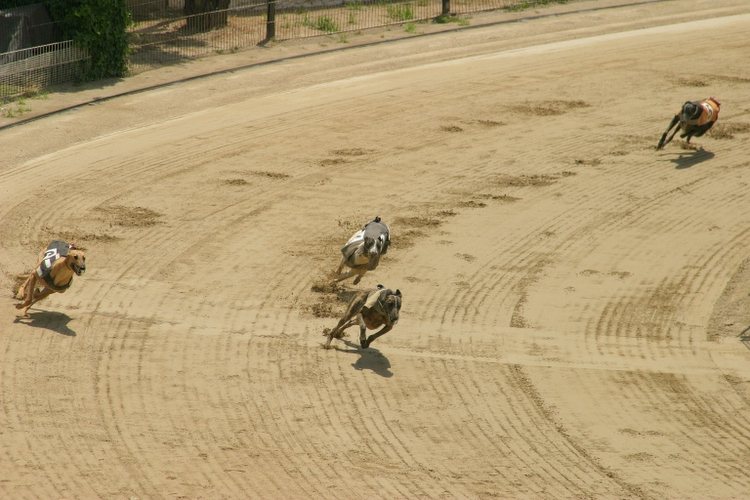
Galgos a la carrera.

Este tipo de carreras suponen en el animal que compite no solo daños físicos o psicológicos, sino el riesgo que tienen a que el exceso de velocidad les provoque un ataque cardíaco, este es tan solo un ejemplo de lo que les podría ocurrir sin contar las muchas lesiones que provocan este tipo de actividades, realmente se utilizan con el único fin de ganar dinero (al menos en la actualidad), una industria que no deja de ser solo un negocio para el dueño del ejemplar, en el que se esconde maltrato y esclavitud.
Una de las cosas que también es realmente preocupante es que cuando un perro no es lo suficiente veloz para su dueño y después de criarlo y cuidarlo como un señor, se de en adopción a muchas familias, ya que su carácter noble y tranquilo, hace feliz a muchas familias.

## Mascotas

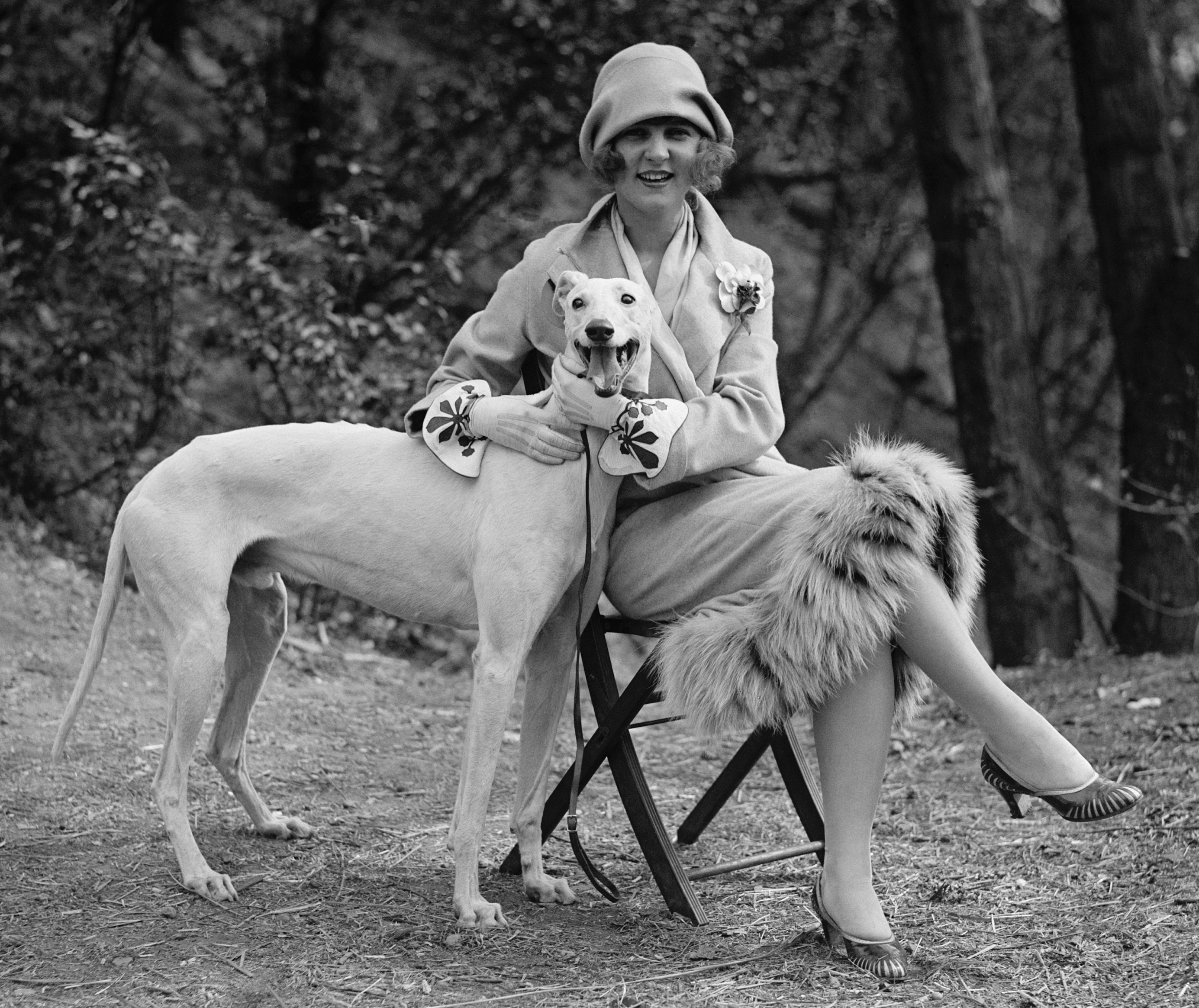
Margaret Gorman con su galgo mascota, Long Goodie, en abril de 1925

Se considera que los galgos son buenas mascotas, y son conocidos por su naturaleza cariñosa y por disfrutar de la compañía de humanos u otros perros, aunque lo bien que un galgo tolere la compañía de otros animales pequeños como gatos depende de la personalidad de cada perro. Galgos suelen perseguir a los animales pequeños, la mayoría de los galgos fácilmente será capaz de coexistir felizmente con cualquier otra raza de perro, así como los gatos y otros animales domésticos.
Los galgos viven más felices como mascotas en entornos tranquilos. Les va bien en familias con niños, siempre y cuando a los niños se les enseñe a tratar al perro adecuadamente con educación y respeto apropiado. Los galgos tienen una naturaleza sensible, y las órdenes suaves funcionan mejor como métodos de adiestramiento.
Ocasionalmente, un galgo puede ladrar; sin embargo, generalmente no son ladradores, lo cual es beneficioso en entornos suburbanos, y suelen ser tan amistosos con los extraños como con sus propias familias. Un estudio de 2008 de la Universidad de Pensilvania concluyó que los galgos son una de las razas menos agresivas con los extraños, los dueños y otros perros.
Una idea errónea sobre los galgos es que son hiperactivos. Este no suele ser el caso de los galgos de carreras retirados. Los galgos pueden vivir cómodamente como perros de apartamento, ya que no requieren mucho espacio y duermen casi 18 horas al día. Debido a su temperamento tranquilo, los galgos pueden ser mejores "perros de apartamento" que razas más pequeñas y activas.
Muchos grupos de adopción de galgos recomiendan que los propietarios lleven a sus galgos con correa siempre que estén en el exterior, excepto en zonas totalmente cerradas.  Esto se debe a su instinto de presa, su velocidad y la afirmación de que los galgos no tienen sentido de la carretera.  En algunas jurisdicciones, es ilegal que los galgos sean permitidos sin correa, incluso en parques para perros sin correa. Debido a su tamaño y fuerza, los grupos de adopción recomiendan que las vallas tengan entre 4 y 6 pies (1,2 y 1,8 m) de altura, para evitar que los galgos las salten. Como ocurre con la mayoría de las razas que son realojadas, los galgos que son adoptados después de las carreras tienden a necesitar tiempo para adaptarse a su nueva vida con una familia humana. Se han publicado muchas guías y libros para ayudar a los propietarios de galgos a que su mascota se sienta cómoda en su nuevo hogar.

## En la cultura popular
En la serie animada Los Simpson, la familia tiene un galgo inglés de mascota llamado Ayudante de Santa.